# Marcos Moneta
Pour les articles homonymes, voir Moneta (homonymie).

a Compétitions nationales et continentales officielles uniquement.

b Matchs officiels uniquement.
Dernière mise à jour le 20 janvier 2023.
Marcos Moneta, né le 7 mars 2000 à Buenos Aires (Argentine), est un joueur de rugby à XV et rugby à sept argentin évoluant principalement au poste d'ailier. Il joue avec le Club San Andrés (en) en troisième division du championnat de l'URBA.

## Biographie
Marcos Moneta commence le rugby à l'âge de dix ans avec son école de St. Andrew's Scots (en) dans sa ville natale de Buenos Aires. Il effectue l'intégralité de sa scolarité et sa formation rugbystique avec cet établissement, jusqu'à l'obtention de son baccalauréat en 2018. Il rejoint ensuite l'université de San Andrés, où il suit des études en administration.
En 2018, il est sélectionné avec l'équipe d'Argentine des moins de 18 ans, entraînée par Lucas Borges, pour les épreuves de rugby à sept des Jeux olympiques de la jeunesse de 2018,. Il remporte la médaille d'or lors de la compétition, après une finale remportée face à la France à San Isidro. Il se fait remarquer lors de la compétition par son talent et ses qualités de vitesse.
En janvier 2019, Moneta est sélectionné pour la première fois avec l'équipe d'Argentine de rugby à sept par Santiago Gómez Cora pour disputer le tournoi de préparation de Viña del Mar au Chili. Il fait ensuite ses débuts dans les World Rugby Sevens Series à l'occasion du tournoi de Hong Kong en avril 2019,. Il dispute également le tournoi de Singapour une semaine plus tard, disputant ainsi un total de cinq rencontres (toutes comme remplaçant) lors de la saison.
Toujours en 2019, il joue avec l'équipe d'Argentine de rugby à XV des moins de 20 ans dans le cadre du tournoi junior sud-américain, que son équipe termine à la deuxième place après une défaite en finale face à l'Uruguay,. Initialement non-sélectionné pour disputer le championnat du monde junior 2019, il est finalement appelé peu avant la compétition en remplacement de Lucio Cinti blessé. Il dispute deux matchs en tant que remplaçant lors de la compétition.
En club, il joue avec le Club San Andrés (en) après avoir terminé le lycée. Son équipe est engagée en URBA Primera B, c'est-à-dire la troisième division du championnat de Buenos Aires. Il fait ses débuts en senior en 2019, alors que son équipe connaît une saison difficile, et se montre décisif en vue du maintien grâce à de bonnes performances. Il marque notamment six essais en une rencontre contre Manuel Belgrano en octobre 2019. Il inscrit un total de 22 essais en 13 matchs lors de la saison.
En 2020, il fait son retour avec la sélection nationale à sept à l'occasion des tournois de Vancouver et de Los Angeles. Il marque respectivement six et sept essais lors des deux tournois, montrant ainsi ses qualités de finisseur,. Sa bonne saison est cependant interrompue par la pandémie de Covid-19, qui écourte la compétition.
L'année suivante, en l'absence des Sevens Series, il dispute des tournois de préparation avec sa sélection, dont celui de Madrid au mois de mars. Son équipe remporte la compétition, et il se fait une nouvelle fois personnellement remarquer grâce à ses dix essais en six matchs, dont un triplé en finale. Il est élu meilleur joueur du tournoi.
En 2021 également, il dispute également les Jeux olympiques de Tokyo. Lors de cette compétition, l'Argentine se qualifie pour les quarts de finale, après avoir terminée deuxième de sa poule, notamment grâce à une victoire surprise face à l'Australie. Lors du quart de finale, l'Argentine affronte l'Afrique du Sud, et se retrouve rapidement en difficulté après avoir été réduits à six, après le carton rouge de Gastón Revol (en). Les argentins parviennent toutefois à créer la surprise, et s'imposent 19 à 14, après un doublé de Moneta sur deux exploits individuels,. Les Pumas s'inclinent ensuite en demi-finale face aux Fidji, avant de parvenir à remporter la médaille de bronze grâce à leur victoire en petite finale contre la Grande-Bretagne. Moneta termine la compétition comme meilleur marqueur, avec six essais inscrits en autant de matchs. Ses performances font qu'il considéré comme l'un des meilleurs joueurs de la compétition par de nombreux observateurs,.
Quelques jours après les Jeux olympiques, Moneta est sélectionné pour la première fois avec l'équipe d'Argentine de rugby à XV afin de préparer le Rugby Championship 2021. Il n'est toutefois pas utilisé lors du tournoi, ni lors de la tournée en Europe qui suit.
En décembre 2021, son excellente saison est consacrée par le prix World Rugby du meilleur joueur de rugby à sept de l'année. 
En 2022, alors qu'il est désormais reconnu comme une star du rugby à sept, il remporte le Tournoi du Canada avec sa sélection en avril 2022,. Plus tard la même année, il participe à la Coupe du monde au Cap, où son équipe termine à la cinquième place.

## Palmarès

### En rugby à sept
- Médaille d'or aux Jeux olympiques de la jeunesse en 2018.

- Médaille de bronze aux Jeux olympiques 2020 (2021) à Tokyo.

- Vainqueur du Tournoi du Canada de rugby à sept en 2022.
- Vainqueur du Tournoi de Nouvelle-Zélande de rugby à sept en 2023.

### Récompenses individuelles
- Meilleur joueur du monde de rugby à sept World Rugby en 2021[34].